# Minzhu, Fujian
Minzhu (kinesiska: 民主) är en socken i sydöstra Kina. Den ligger i Wuping härad i staden Longyan i provinsen Fujian, omkring 360 kilometer väster om provinshuvudstaden Fuzhou. Antalet invånare är 4 641. Befolkningen består av 2 309 kvinnor och 2 332 män. Barn under 15 år utgör 15,0 %, vuxna 15-64 år 71 %, och äldre över 65 år 13,0 %.